# 奥脇莉音
奥脇 莉音（おくわき りのん、2004年12月30日 - ）は、日本のプロテニス選手。埼玉県上尾市出身。埼玉県上尾市立上尾中学校卒業、秀明英光高等学校所属。

## 来歴
幼稚園の年少時代から姉でテニス選手の奥脇愛莉と共にテニスを習う。2017年の中学一年生で硬式テニス新人戦女子シングルスで優勝。2019年の中学三年生時には関東ジュニアテニス選手権女子シングルスで優勝するなど着々と才能を伸ばしている。「伊達公子×YONEX PROJECT」にも選ばれている。

## 家族
姉はテニス選手でもある奥脇愛莉で姉妹でのダブルス優勝も目指している。

## テレビ
- ミライ☆モンスター（2020年8月30日、フジテレビ）